# Alyxia tropica
Alyxia tropica là một loài thực vật có hoa trong họ La bố ma. Loài này được (P.I.Forst.) D.J.Middleton mô tả khoa học đầu tiên năm 2002.